# Аарика, Аннели
Эйни Аннели Аарика-Срок (фин. Eini Anneli Aarika-Szrok ранее Фагерхольм швед. Fagerholm; 18 октября 1924, Хельсинки — 2004, Хельсинки) — венгерская певица (контральто) финского происхождения.
Училась в Будапеште, в 1951—1961 гг. солистка Будапештской оперы. Пела в премьерном исполнении оперы Пала Кадоша «Приключение в Хусте», среди других известных партий — Ульрика в «Бале-маскараде», Марфа в «Хованщине». В 1954 г. завоевала первую премию Международного музыкального фестиваля «Пражская весна». В 1961 г. вернулась в Финляндию, возглавляла Общество финско-венгерской дружбы.